# Список людей на поштових марках Азербайджану

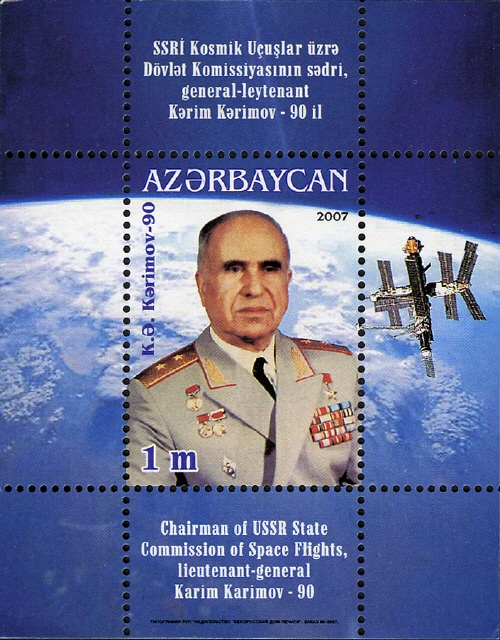
Генерал-лейтенант Керім Керімов, голова Держкомісії СРСР по космічних польотів (2007)

Список людей на поштових марках Азербайджану складений за роком випуску азербайджанських поштових марок, починаючи з 1993 року. Персоналії всередині кожного року дані в алфавітному порядку; грошовий еквівалент (номінал) відповідає приуроченому періоду.

## 1993
- Гейдар Алієв (25 манат)

## 1994

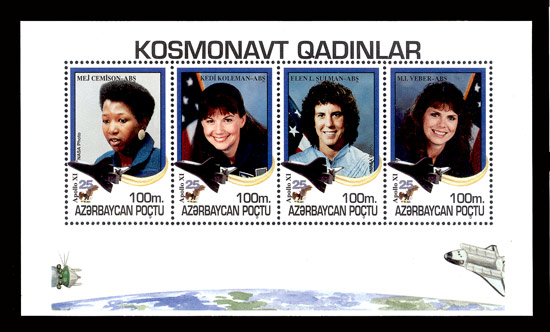
Джемісон, Коулман, Шульман и Вебер (1995)

- Гейдар Алієв (150 манат)
- Мамед Емін Расулзаде (15 манат)
- Джаліл Мамедкулізаде (20 манат)
- Фізулі (10 манат)

## 1995
- Мері Вебер (100 манат)
- Узеїр Гаджибеков (250 манат)
- Мей Керол Джемісон (100 манат)
- Тамара Джерніган (100 манат)
- Мері Клів (100 манат)
- Коди Коулман (100 манат)
- Джон Леннон (500 манат)
- Венді Лоуренс (100 манат)
- Терешкова Валентина Володимирівна (100 манат)
- Еллен Луїза Шулман Бейкер (100 манат)
- Алі-ага Іскандеров

## 1996
- Гусейн Алієв (100 манат)
- Рашід Бейбутов (100 манат)
- Юсиф Мамедаліев (100 манат)
- Мустафа Топчібашев (300 манат)

## 1997
- Азіз Алієв (250 манат)
- Наріман Наріманов (250 манат)
- Гусейн Расулбейов (250 манат)
- Хагані Ширвані (250 манат)
- Ільяс Ефендієв (250 манат)
- Фаталі Хан Хойський

## 1998
- Гасан Алієв (500 манат)
- Гусейн Алієв (500 манат)
- Бахрамгур (100 манат)
- Бюльбюль (500 манат)
- Принцеса Діана (400 манат)
- Кара Караєв
- Ашуг Алескер

## 1999
- Джафар Джаббарли (250 манат)

## 2000
- Сабіт Рахман (1000 манат)
- Расул Рза (250 манат)

## 2001
- Насіраддін Тусі (3000 манат)
- Гейдар Алієв і Володимир Путін (1000 манат)
- Гейдар Алієв (5000 манат)
- Земфіра Мефтахетдінова (1000 манат)
- Намік Абдуллаєв (1000 манат)
- Вугар Алакпаров (1000 манат)

## 2002
- Рауф Гаджієв (5000 манат)
- Гейдар Алієв і Іван Павло II (папа римський) (1500 манат)

## 2003
- Заріфа Алієва (3000 манат)
- Гейдар Алієв (1000 манат)

## 2004
- Гейдар Алієв (500, 1000 манат)
- Молла Джума (500 манат)

## 2005
- Гейдар Алієв (1000 манат, 60 гяпік)

## 2006
- Джаліл Мамедкулізаде (20 гяпик)
- Самед Вургун (20 гяпик)
- Сулейман Рустам (20 гяпик)

## 2007
- Гусейн Джавід
- Керім Керімов
- Мамед Емін Расулзаде

## 2008
- Заріфа Алієва
- Гасан Абдуллаєв
- Лев Ландау
- Микаил Мушфіг

## 2009
- Саттар Бахлулзаде
- Лейла Мамедбекова
- Джаліл Мамедкулізаде